# Lomsjön (Sättersta socken, Södermanland)
Lomsjön är en sjö i Nyköpings kommun i Södermanland och ingår i Svärtaåns huvudavrinningsområde. Sjöns area är 0,012 kvadratkilometer och den befinner sig 40 meter över havet.